# Grande Terre (Nuova Caledonia)
La Grande Terre, che in francese significa "Gran Terra" (in canaco Tanah Besar), è l'isola maggiore dell'arcipelago della Nuova Caledonia, nel mar dei Coralli. Politicamente, fa parte della collettività d'oltremare francese della Nuova Caledonia.
È grande 16.372 km², quindi risulta la 53ª isola più grande del mondo. È lunga 350 km e larga tra i 50 e i 70 km. Il Mont Panié è il punto più alto della Grande Terre, a 1628 m sul livello del mare.

## Storia
Fino a circa 37 milioni di anni fa, l'isola era completamente sommersa dall'oceano.
L'esploratore britannico James Cook avvistò Grande Terre nel 1774 e la chiamò "Nuova Caledonia", essendo la Caledonia il nome latino dell'attuale Scozia. Le montagne dell'isola gli ricordavano la Scozia. Alla fine, il nome "Nuova Caledonia" fu applicato a Grande Terre e alle isole circostanti.
Fu annessa all'Impero francese e divenne una colonia penale nel 1853. Oggi Grande Terre conta circa 268.000 residenti.

## Geografia
L'insediamento più grande di Grande Terre è Nouméa, la capitale della Nuova Caledonia. La gente del posto si riferisce a Grand Terre come a "Le Caillou", il ciottolo. L'isola ha un clima abbastanza caldo e umido, anche se variabile in quanto gli alisei di sud-est portano aria relativamente fresca. L'isola è circondata, soprattutto a nord-ovest, dalla barriera corallina della Nuova Caledonia.
L'isola si trova a circa 1.300 chilometri a est dell'Australia. Grande Terre è orientata da nord-ovest a sud-est; la sua superficie è di 16.372 chilometri quadrati. È lunga quasi 400 chilometri e larga 50–70 km nella maggior parte dei punti. Una catena montuosa corre lungo l'isola, con cinque cime che superano i 1.500 metri. Il punto più alto è il Mont Panié, a 1.628 m di altezza. La Grande Terre è una delle isole più grandi dell'Oceano Pacifico.